# Operazione Deserto
L'operazione Deserto (in tedesco: Unternehmen Wüste) fu un progetto tedesco per la produzione di combustibile sintetico durante la seconda guerra mondiale. Si tentò di realizzare un complesso industriale per la produzione di olio di scisto sfruttando i depositi di scisto bituminoso delle Alpi sveve.

## Descrizione

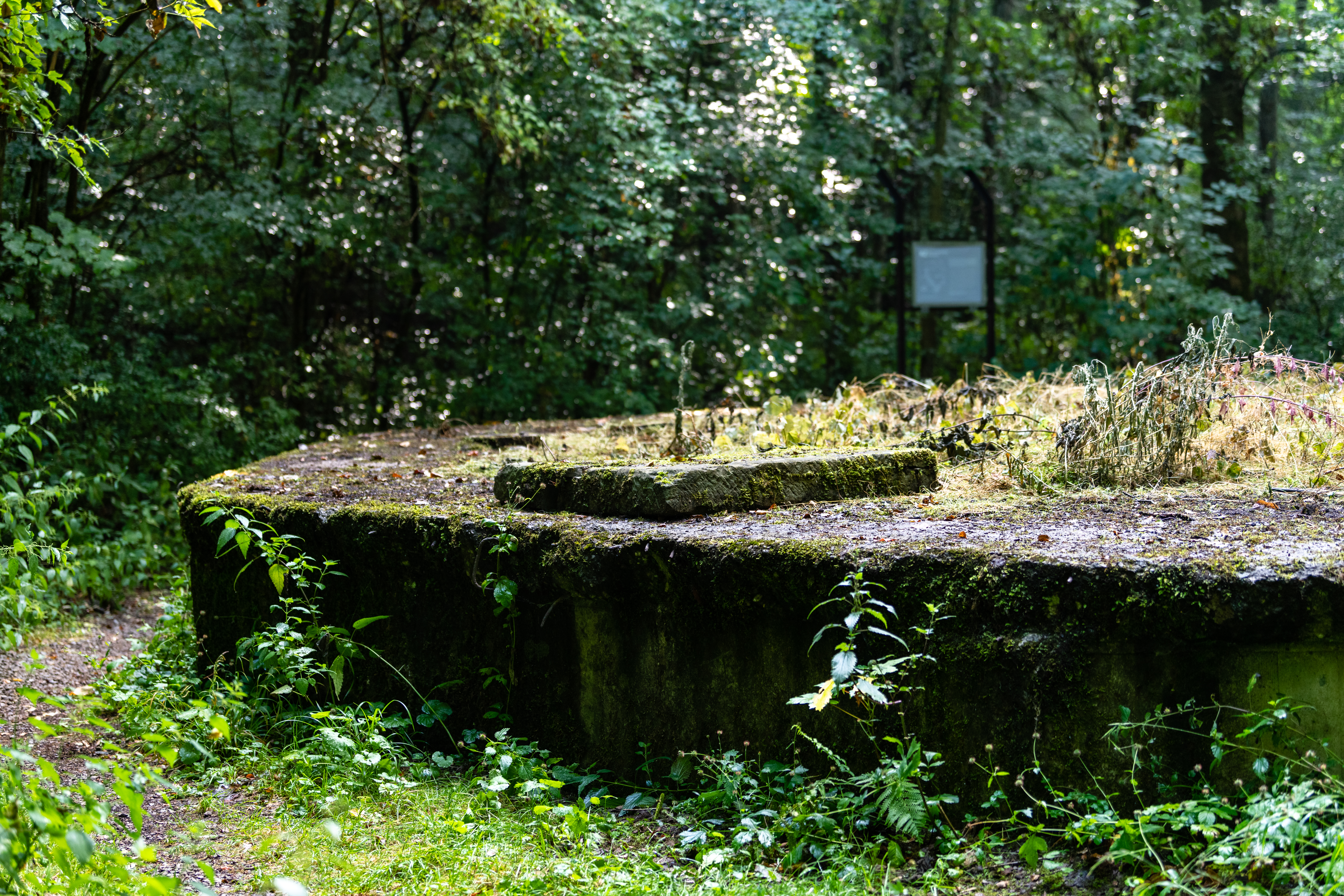
Un serbatoio di olio nell'ex area del campo di concentramento di Bisingen.

Il progetto nacque dal fabbisogno di carburante dell'esercito tedesco durante l'ultima fase della seconda guerra mondiale a causa della diminuzione delle forniture di petrolio. Tre aziende condussero il test pilota: 
- la LIAS-Ölschiefer-Forschungsgesellschaft mbH, fondata nel settembre 1942, iniziò i test a Frommern.[1]
- la Kohle-Öl-Union von Busse KG, fondata il 30 luglio 1943 a Berlino, portò avanti i test alla periferia di Schörzingen.[1][2]
- la Deutsche Ölschiefer-Forschungsgesellschaft mbH, fondata il 20 settembre 1943 a Schömberg, divenne in seguito il fulcro dell'operazione Deserto.[2]

Le SS e Hermann Göring in persona furono coinvolti nel progetto alla fine del 1943. Il 2 maggio 1944 le SS fondarono la società Deutsche Schieferöl GmbH per il proprio impianto di scisto bituminoso vicino a Erzingen. Anche la IG Farben si occupò della produzione dell'olio di scisto.
Nel luglio 1944 l'operazione Deserto entrò a far parte del programma Geilenberg, nellì'ambito del quale Edmund Geilenberg ordinò la costruzione di dieci impianti di estrazione nel Württemberg e nell'Hohenzollern. Come forza lavoro furono utilizzati i prigionieri provenienti da sette sottocampi del campo di concentramento di Natzweiler-Struthof, istituito lungo la linea ferroviaria Tubinga - Aulendorf e Nebenstrecke Balingen - Rottweil. L'appaltatore principale per la costruzione di questi impianti fu la Deutsche Bergwerks- und Hüttenbau GmbH, una filiale della Reichswerke Hermann Göring. Circa 5.000 prigionieri furono sfruttati nei lavori di costruzione e più di 10.000 prigionieri in quelli relativi allo scisto bituminoso. Quando le truppe sovietiche avanzarono in Estonia nel 1944, circa 200 specialisti di scisti bituminosi estoni, dipendenti della Baltische Öl GmbH, un'affiliata della IG Farben, furono evacuati a Schömberg.
Su dieci impianti previsti, solo quattro diventarono operativi. La tecnologia usata fu quella della carbonizzazione, e la resa petrolifera era bassa. Lo scisto estratto veniva ammucchiato in cumuli, poi incendiati dopo essere stati ricoperti con la torba. L'olio di scisto distillato e il gas di scisto bituminoso venivano raccolti attraverso tubi perforati da 300 millimetri. L'olio veniva separato dal gas mediante filtri elettrici.
Alla fine della guerra furono prodotte solo 1.500 tonnellate di petrolio di scisto. Dopo la guerra le forze di occupazione francesi tentarono di continuare la produzione, ma a causa della scarsa redditività le estrazioni furono interrotte nel 1948.